# Louise de Coligny
Pour les autres membres de la famille, voir Maison de Coligny.
Louise de Coligny (23 septembre 1555, Châtillon-sur-Loing - 9 novembre 1620, Fontainebleau) est la fille du chef huguenot Gaspard II de Coligny et de Charlotte de Laval, et la quatrième et dernière épouse de Guillaume Ier d'Orange-Nassau.

## Biographie
Louise de Coligny naît le 28 septembre 1555 à Châtillon-sur-Loing en France. Comme son père, Louise est huguenote. Elle épouse le 26 mai 1571 à La Rochelle, à 15 ans, Charles de Téligny, de vingt ans son aîné. Son époux et son père sont assassinés à Paris le jour du massacre de la Saint-Barthélemy, le 24 août 1572.

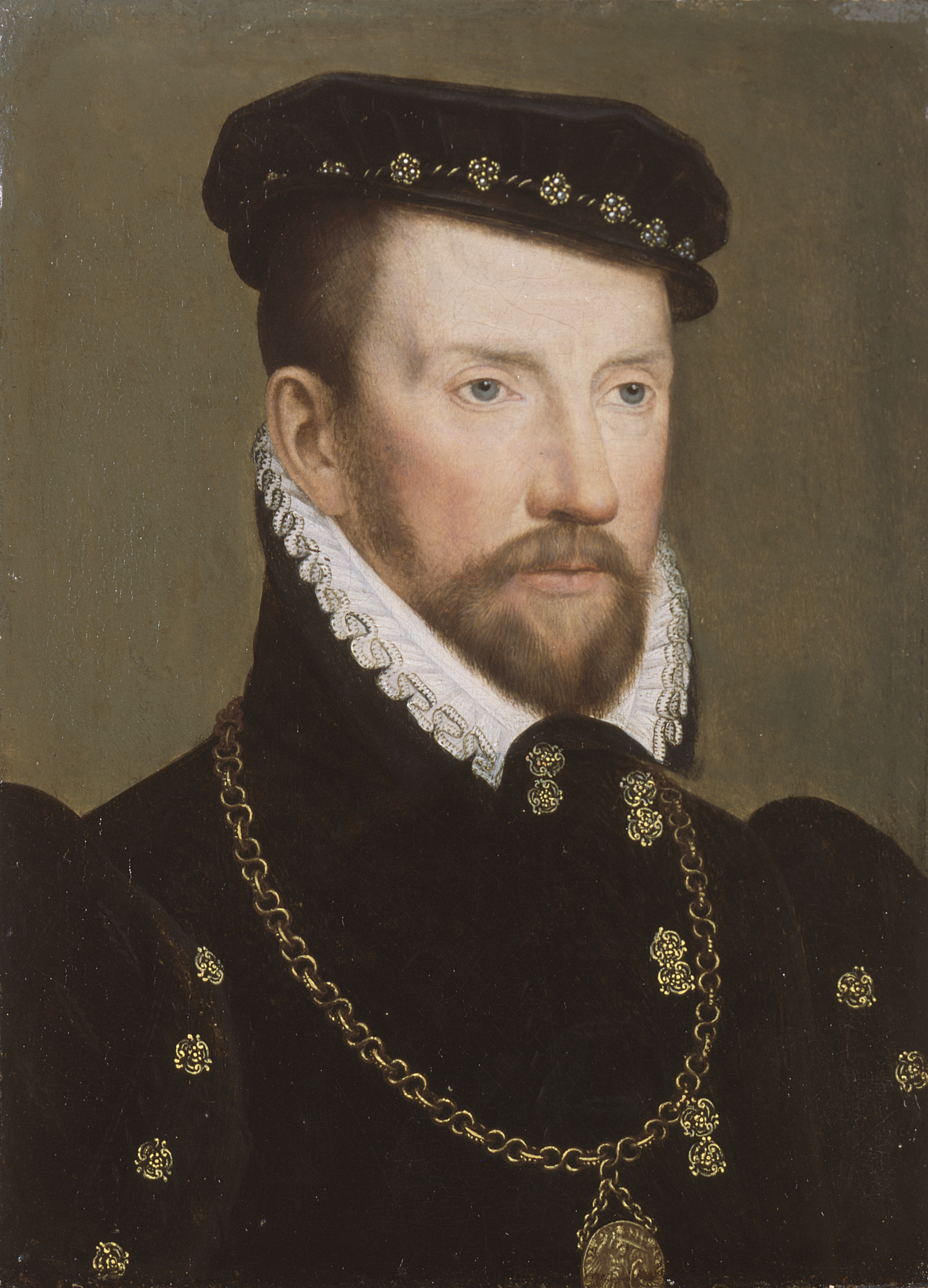
L'Amiral Gaspard de Coligny
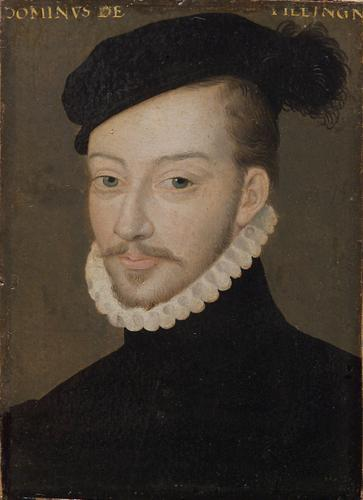
Charles de Téligny

Ayant échappé au massacre, elle retrouve sa belle-mère Jacqueline de Montbel d'Entremont, enceinte, et deux de ses frères. Elle passe avec ces derniers plusieurs années en Suisse, puis revient à la cour française afin notamment de défendre la mémoire de son père.
En avril 1583 à Anvers, elle épouse en secondes noces le dirigeant des Provinces-Unies Guillaume Ier d'Orange-Nassau, veuf trois fois mais qui souhaite d'autres fils. De cette union naît un fils en février 1584, Frédéric-Henri d'Orange-Nassau, qui est le quatrième fils légitime de Guillaume le Taciturne. Il est probable qu'elle avertit son époux du comportement de Balthazar Gerard car elle le trouve sinistre. Guillaume Ier d'Orange-Nassau est assassiné le 10 juillet 1584 au Prinsenhof de Delft par Balthazar Gerard et expire dans les bras de Louise.
Malgré les difficultés à disposer de son douaire, elle élève ensuite son fils et les six filles du prince d'Orange issues de son troisième mariage avec Charlotte de Bourbon-Montpensier. Elle peut enfin retourner en France pour la première fois à l'été 1594 : à Paris, elle fréquente le roi Henri IV et sa sœur Catherine de Bourbon. Elle y revient ensuite pour marier deux de ses belles-filles à des nobles français : Elisabeth Flandrika au duc de Bouillon en 1596 et Charlotte-Brabantine à Claude de La Trémoille en 1598.
Durant toute sa vie, elle défend les valeurs du protestantisme.
Elle décède après une longue maladie le 9 novembre 1620 au château de Fontainebleau où elle était invitée par Marie de Médicis. Elle est inhumée le 24 mai 1621 à la Nouvelle Église (Nieuwe Kerk) de Delft aux côtés de son époux dans le caveau des princes d'Orange-Nassau.

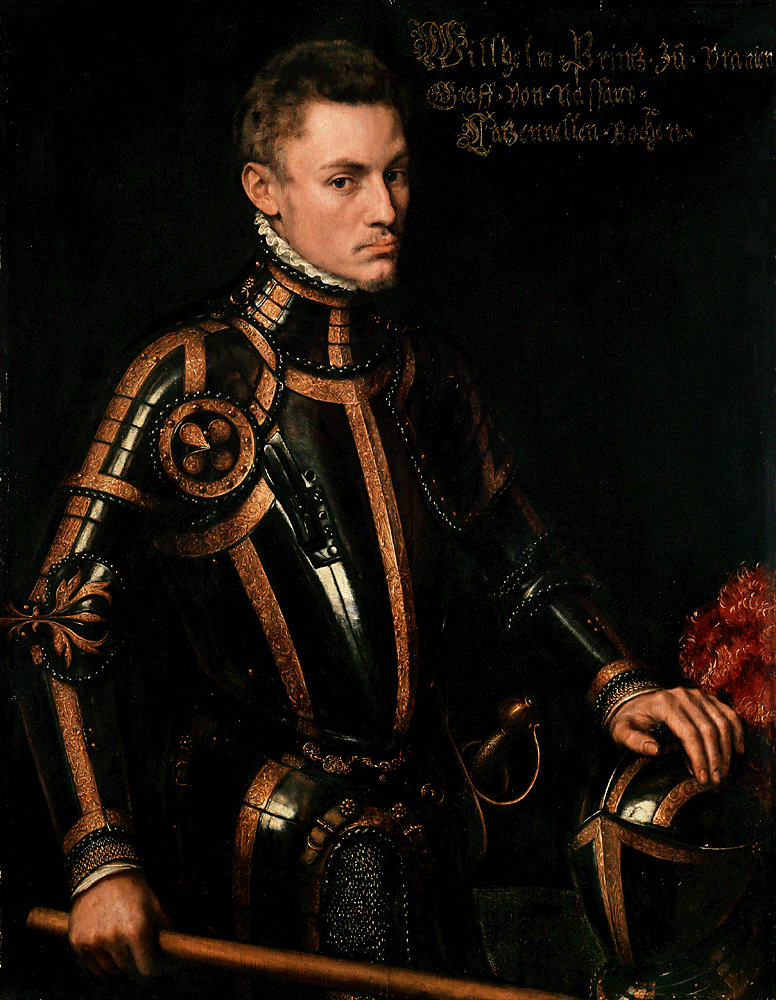
Guillaume Ier d'Orange-Nassau
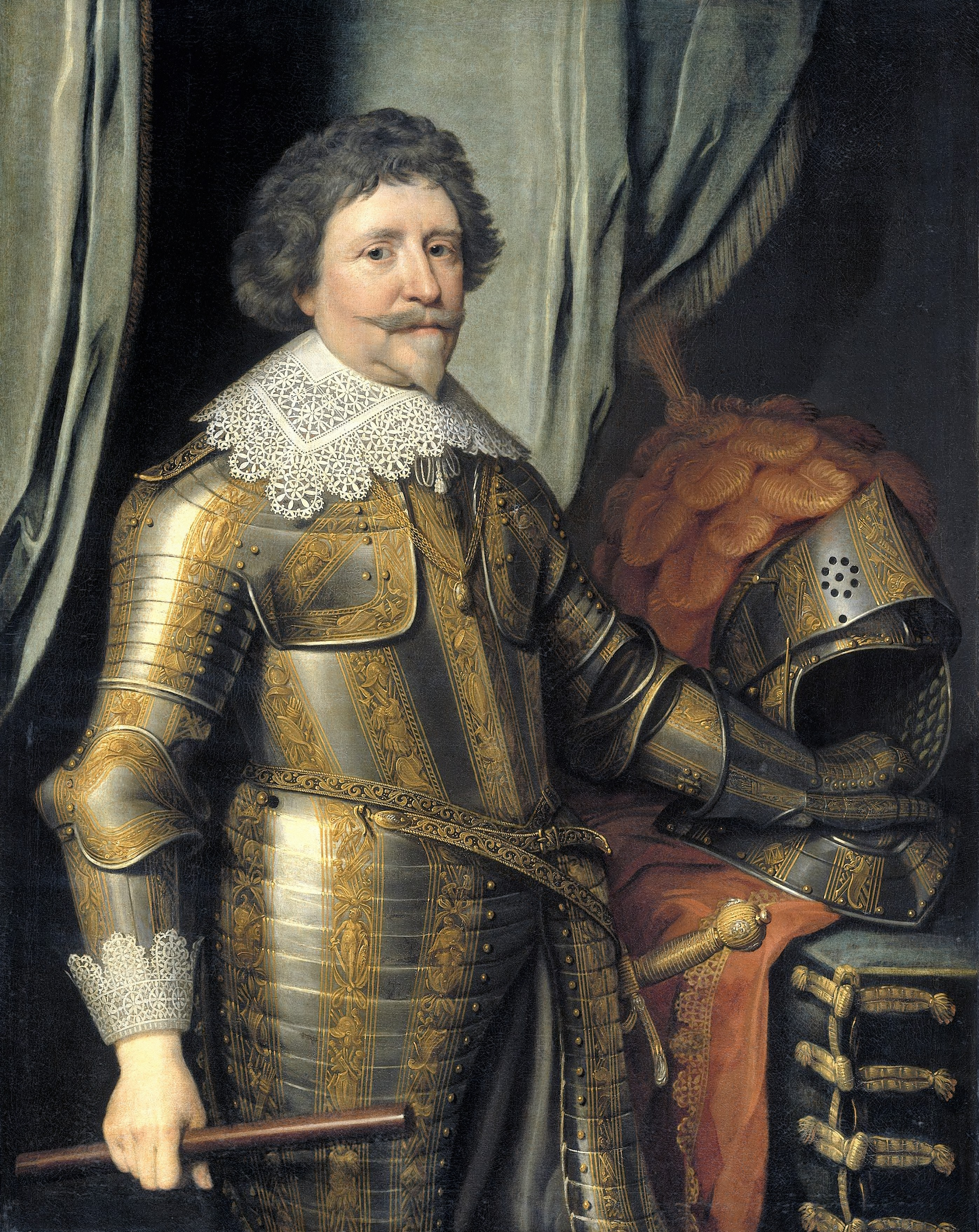
Frédéric-Henri d'Orange-Nassau